# 湘南町屋車站
湘南町屋車站（日语：／ Shōnan-machiya eki */?），是屬湘南單軌電車江之島線之車站，位於神奈川縣鎌倉市上町屋。與江之島線的北方終點站，大船站的距離為2.0km。

## 車站結構
側式月台1面1線的高架車站。

## 使用情況
近年每日平均上車人次推移如下表。除大船站以外是此線車站中乘客人數最多的車站。
| 年度   | 1日平均 上車人次 |
| ------ | ---------------- |
| 1998年 | 3,122            |
| 1999年 | 3,122            |
| 2000年 | 3,207            |
| 2001年 | 3,182            |
| 2002年 | 2,899            |
| 2003年 | 2,815            |
| 2004年 | 2,912            |
| 2005年 | 2,986            |
| 2006年 | 3,085            |
| 2007年 | 3,134            |
| 2008年 | 3,054            |

## 相鄰車站
湘南單軌電車
■江之島線
富士見町（SMR2）－湘南町屋（SMR3）－湘南深澤（SMR4）

## 外部連結
- 湘南單軌電車 車站資訊 （页面存档备份，存于）